# Сексуальне насильство (злочин)
Сексуальне насильство — насильницькі дії сексуального характеру без добровільної згоди потерпілої особи. Зазначені дії, на відміну від зґвалтування (у новій редакції), не пов'язані з проникненням у тіло іншої особи.
До 2019 року відповідна стаття КК України мала назву насильницьке задоволення статевої пристрасті неприродним способом і передбачала відповідальність за будь-які «неприродні» статеві акти, вчинені із застосуванням насильства.

## Об'єкт і суб'єкт злочину
Об'єкт злочину аналогічний об'єкту зґвалтування, тобто статева свобода і статева недоторканність особи; додатковими об'єктами можуть бути здоров'я, воля, честь і гідність. Потерпілими від злочину можуть бути як жінка, так і чоловік.
Суб'єкт злочину аналогічний суб'єкту зґвалтування, тобто це особа, яка досягла 14-річного віку. Крім того, співвиконавцем цього злочину є особа, яка бере безпосередню участь у подоланні опору потерпілої особи; дії цього співвиконавця кваліфікуються за ч.2 без посилання на статтю 27 (про співучасть).

## Об'єктивна і суб'єктивна сторони злочину
Об'єктивна сторона злочину характеризується будь-якими протиправними діями сексуального характеру, які не пов'язані з проникненням у тіло іншої особи, супроводжуються насильством і вчиняються без добровільної згоди потерпілої особи.
До дій сексуального характеру належать різноманітні дії сексуального характеру, спрямовані на збудження та/або задоволення статевої пристрасті винної особи, які, як правило, передбачають її фізичний контакт із тілом іншої (потерпілої) особи, але не означають проникнення в це тіло. Відсутність проникнення в тіло іншої особи відмежовує сексуальне насильство від зґвалтування.
Відповідно до примітки до статті 152, добровільна згода є результатом вільного волевиявлення особи з урахуванням супутніх обставин. Саме відсутність добровільної згоди є визначальною ознакою, яка характеризує дії сексуального характеру як злочин «сексуальне насильство».
Якщо злочин вчиняється відносно особи, яка не досягла чотирнадцяти років, наявність її добровільної згоди не має значення для кваліфікації дій сексуального характеру як сексуального насильства (частина 4 статті 153).
Злочин є закінченим з моменту початку вчинення дій сексуального характеру, спрямованих на задоволення статевої пристрасті. При цьому необов'язково, щоб статевий акт було завершено у фізіологічному розумінні.
Суб'єктивна сторона злочину характеризується прямим умислом (у таких країнах, як Хорватія та Швеція, подібний злочин може вчинятись і з необережності). Мотиви та мета значення для кваліфікації не мають.

## Кримінальне покарання

### Україна
В Україні за статтею 153 призначається покарання у вигляді позбавлення волі на строк до п'яти років.
За сексуальне насильство, вчинене щодо: подружжя чи колишнього подружжя або іншої особи, з якою винний перебуває (перебував) у сімейних або близьких відносинах, особи у зв'язку з виконанням цією особою службового, професійного або громадського обов'язку, щодо жінки, яка завідомо для винного перебувала у стані вагітності, а так само вчинене повторно або особою, яка раніше вчиняла зґвалтування, примушування до вступу у статевий зв'язок або статеві зносини з особою, яка не досягла шістнадцятирічного віку, — від трьох до семи років позбавлення волі.
Той самий злочин, учинений групою осіб, вчинений щодо неповнолітньої особи (від чотирнадцяти до або вісімнадцяти років), — від п'яти до семи років позбавлення волі. У разі настання тяжких наслідків — від десяти до п'ятнадцяти років позбавлення волі.
Дії сексуального характеру, не пов'язаних із проникненням в тіло іншої особи, вчинені щодо малолітньої особи (до чотирнадцяти років), караються позбавленням волі на строк від п'яти до десяти років, а якщо вчинені особою, яка раніше вчиняла окремі злочини проти статевої свободи і недоторканності малолітніх та неповнолітніх, — позбавленням волі на строк п'ятнадцять років або довічним позбавленням волі.

### Деякі інші країни
За аналогічні злочини в інших країнах передбачена кримінальна відповідальність за 132 статтею Кримінального кодексу Російської Федерації, 111 статтею Кримінального кодексу В'єтнаму, статтями розділу «сексуальні злочини» (127—144) «Акту про злочини від 1961 року» Нової Зеландії тощо.
У Новій Зеландії за різні злочини, які належать до сексуальних злочинів без добровільної згоди, призначаються різні покарання, зокрема:
- За насильство (статті 128A-128B) — позбавлення волі на строк до 20 років.
- За статевий акт, поєднаний з погрозою (ч.1 статті 129A), — позбавлення волі на строк до 14 років.
- За статевий акт з неповнолітньою особою, яка є залежним членом сім'ї (стаття 131), — позбавлення волі на строк до 7 років.

У В'єтнамі кримінальна відповідальність передбачена за статтею 141 за «застосування насильства або погрозу його застосування або використання безпорадного стану для вчинення статевого акту або інших актів сексуального характеру без добровільної згоди»; можливе покарання — від двох до семи років позбавлення волі. У разі наявності низки обставин, що обтяжують покарання (серед яких подальша вагітність або часткова інвалідність потерпілої особи, вчинення злочину групою осіб чи щодо групи осіб, інцест тощо), покарання сягає від семи до п'ятнадцяти років позбавлення волі. За наявності низки особливо обтяжуючих покарання обставин (серед яких тяжка шкода здоров'ю, у тому числі психічному, смерть чи самогубство потерпілої особи, вчинення злочину особою, зараженою ВІЛ) покарання призначається в межах від дванадцяти до двадцяти років позбавлення волі. За вчинення злочину щодо неповнолітнього (від 16 до 18 років) покарання призначається від п'яти до десяти років позбавлення волі (від семи до п'ятнадцяти — щодо неповнолітнього від 13 до 16 років або щодо особи до 13 років незалежно від добровільної згоди (стаття 142)). Крім того, можливе призначення додаткового покарання у вигляді позбавлення права обіймати певні посади або займатися певною діяльністю на строк від одного до п'яти років.
В Росії за статтею 132 («насильницькі дії сексуального характеру») призначається покарання у вигляді позбавлення волі на строк від трьох до шести років. У разі наявності обставин, що обтяжують покарання (вчинення злочину групою осіб, дії, поєднані з погрозою вбивством або тілесними ушкодженнями, з особливою жорстокістю до потерпілої особи, у разі зараження потерпілої особи венеричною хворобою), строки коливаються від чотирьох до десяти років позбавлення волі. У разі вчинення злочину щодо неповнолітньої особи або у випадку настання тяжких наслідків або зараження потерпілої особи ВІЛ; у разі вчинення злочину щодо малолітньої особи або у випадку настання смерті потерпілої особи — позбавлення волі від восьми до п'ятнадцяти (у першому випадку), від дванадцяти до двадцяти років (у другому випадку) з позбавленням права обіймати певні посади або займатись певною діяльністю до двадцяти років або без такого та з обмеженням волі до двох років. Вчинення злочину щодо малолітньої або неповнолітньої особи особою, яка раніше вчиняла злочин проти статевої свободи і недоторканності неповнолітньої особи, відносно двох або більше неповнолітніх осіб або поєднане зі вчиненням іншого тяжкого або особливо тяжкого злочину проти особи карається позбавленням волі від п'ятнадцяти до двадцяти років або довічним позбавленням волі з обов'язковим покаранням у виді позбавлення права обіймати певні посади або займатися певною діяльністю до 20 років.